# Gavial
En gavial (Gavialis gangeticus) er et krybdyr fra familien Gavialidae, som ligner krokodillen, men adskiller sig ved at have et længere og smallere kæbeparti. Gavialer hører naturligt hjemme i Sydasien, især omkring floderne Ganges, Brahmaputra og Indus. Den kaldes derfor også undertiden indisk gavial eller gangesgavialen. Den uægte gavial (Tomistoma schlegeli) er den anden art i Gavialidae-familien.